# Exploración polar

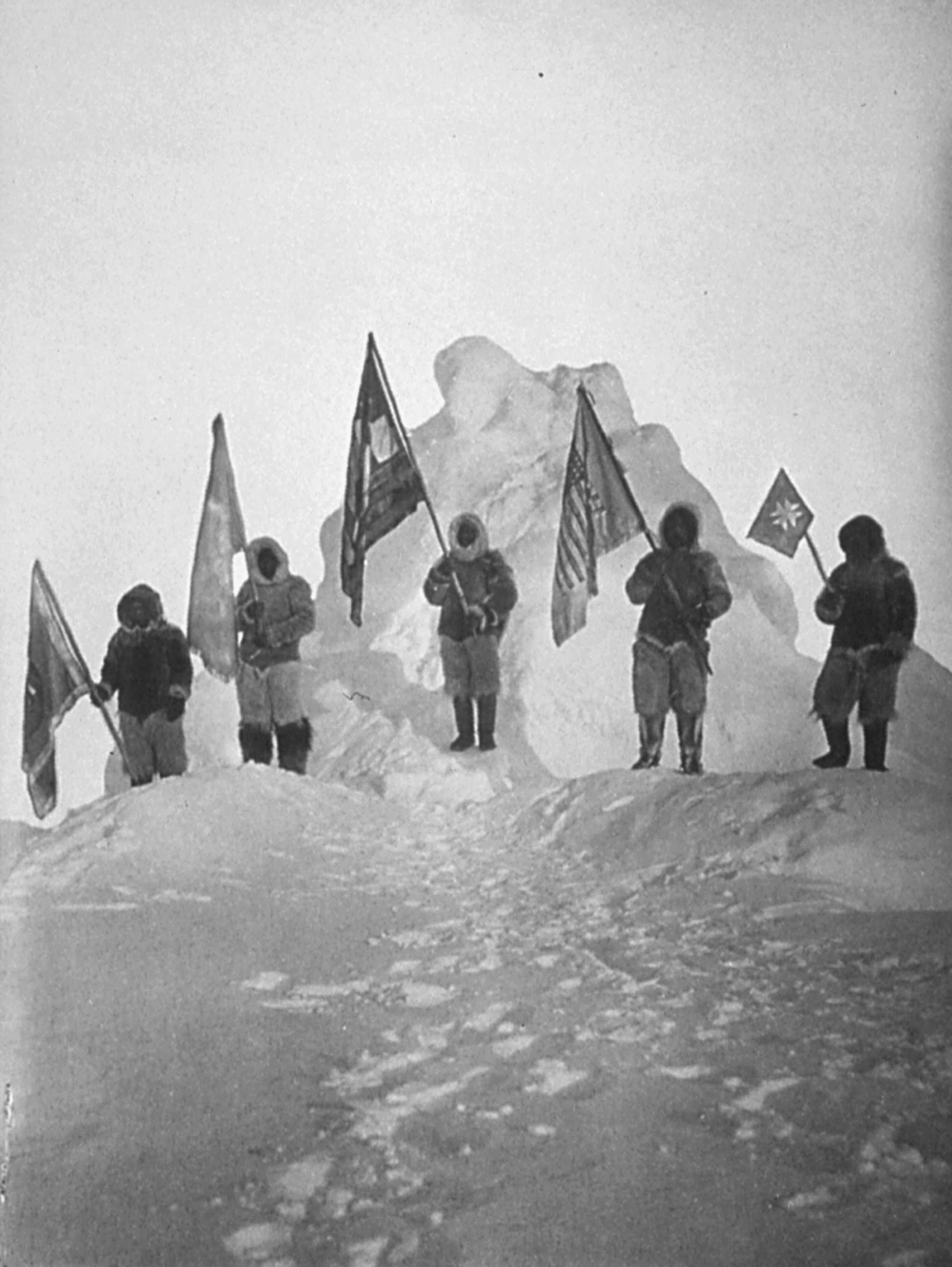
Robert Peary en el Polo Norte.

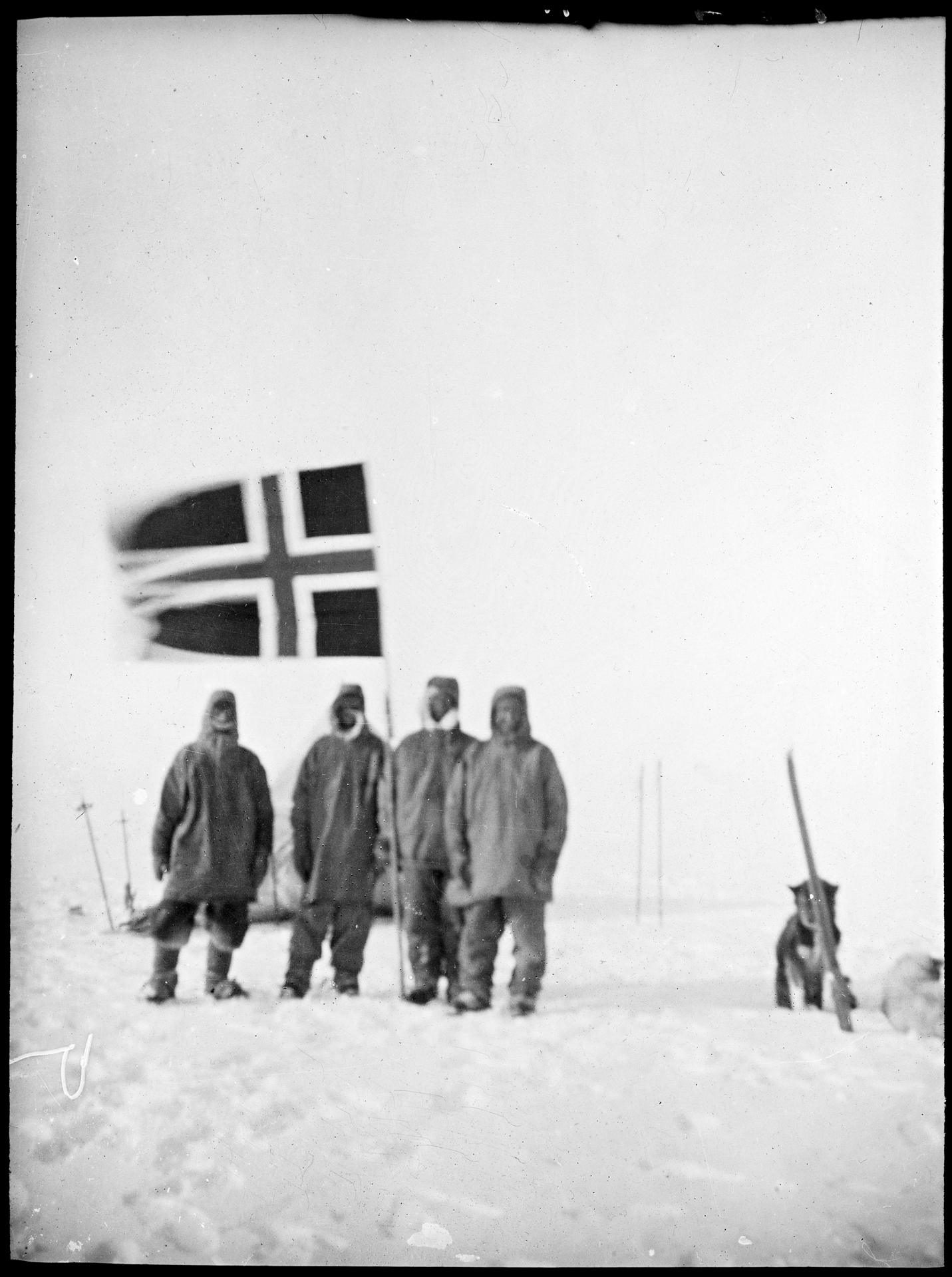
Roald Amundsen, Olav Bjaaland, Sverre Hassel y Oscar Wisting en el Polo Sur.

La exploración polar es el proceso de exploración de las regiones polares de La Tierra –la región del Ártico y la Antártida–, especialmente con el objetivo de alcanzar el Polo Norte y el Polo Sur, respectivamente. Históricamente, esto se lograba mediante exploradores que realizaban a menudo arduos viajes a pie o en trineo por estas regiones, lo que se conoce como expedición polar. Más recientemente, la exploración se ha llevado a cabo con la tecnología, especialmente con las imágenes por satélite.
Desde el año 600 a. C. hasta el 300 a. C., los filósofos griegos teorizaron que el planeta era una Tierra esférica con regiones polares al norte y sur. Hacia el año 150, Ptolomeo publicó la Geographia, que señala una hipotética Terra Australis Incognita. Sin embargo, debido a las duras condiciones climáticas, los polos no se alcanzarían hasta siglos después. Cuando finalmente el ser humano llegó a conquistar ambos polos, el logro se realizó con pocos años de diferencia.
Existen dos afirmaciones, ambas discutidas, sobre quién fue la primera persona en alcanzar el Polo Norte geográfico. Frederick Cook, acompañado por dos hombres inuit, Ahwelah y Etukishook, afirmó haber llegado al Polo el 21 de abril de 1908, aunque esta afirmación es generalmente dudosa. El 6 de abril de 1909, Robert Peary afirmó ser la primera persona de la historia registrada en alcanzar el Polo Norte, acompañado de Matthew Henson y cuatro hombres inuit: Ootah, Seegloo, Egingway y Ooqueah.
El explorador noruego Roald Amundsen había planeado llegar al Polo Norte mediante una prolongada deriva en barco sobre la placa de hielo ártica. Consiguió utilizar el barco de exploración polar Fram de Fridtjof Nansen y emprendió una amplia recaudación de fondos. Los preparativos para esta expedición se vieron interrumpidos cuando Cook y Peary afirmaron haber llegado al Polo Norte. Amundsen cambió entonces su plan y comenzó a preparar la conquista del Polo Sur geográfico; inseguro de hasta qué punto el público y sus patrocinadores le apoyarían, mantuvo este objetivo en secreto. Cuando partió en junio de 1910, hizo creer incluso a su tripulación que se embarcaba en una deriva ártica, y sólo reveló su verdadero destino antártico cuando el Fram abandonaba su último puerto de escala, la isla de Madeira.
La expedición al Polo Sur, con Amundsen y otras cuatro personas, llegó al polo el 14 de diciembre de 1911, cinco semanas antes que un grupo británico dirigido por Robert Falcon Scott como parte de la expedición Terra Nova. Amundsen y su equipo regresaron sanos y salvos a su base, y más tarde se enteraron de que Scott y sus cuatro compañeros habían fallecido en su viaje de regreso.